# Davos

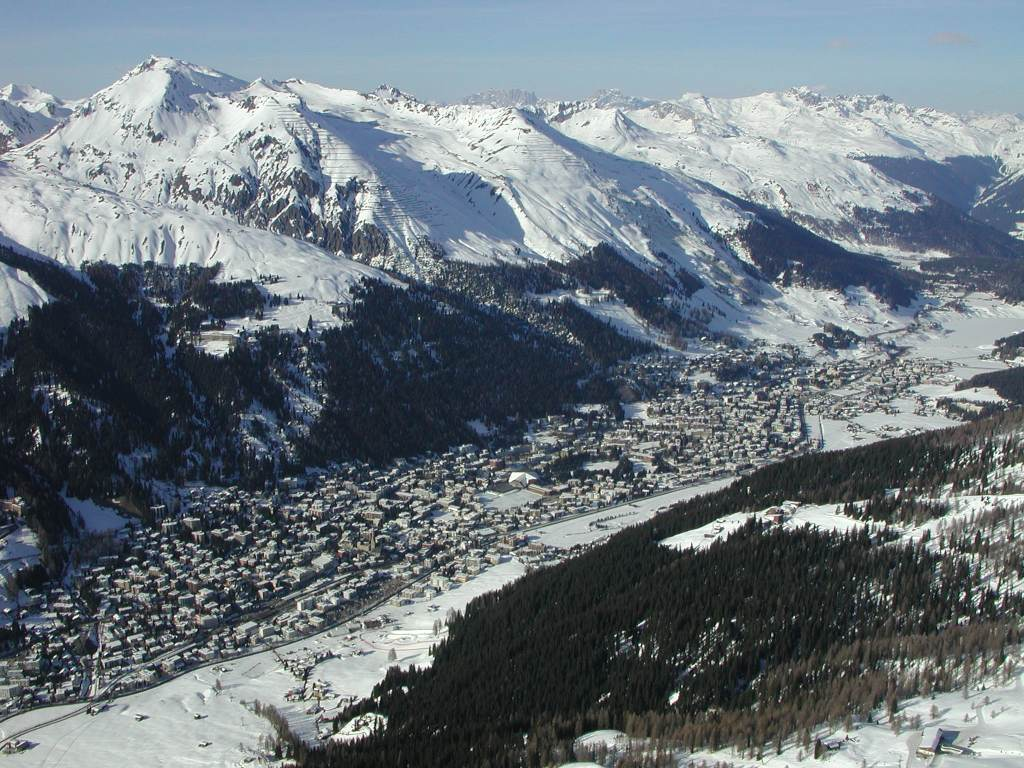
Vista aèria de Davos a l'hivern.

Davos (Davos en alemany, Tavau en romanx i Tavate en italià) és un municipi de l'est de Suïssa, al cantó dels Grisons, situat al districte de Prättigau-Davos, cercle de Davos. Afronta al nord amb Klosters-Serneus, a l'est amb Susch, el sud amb Schanf i Bergün/Bravuogn, i a l'oest amb Wiesen, Arosa i Langwies. L'1 de gener de 2009 Davos va annexionar el municipi de Wiesen, del veí districte d'Albula. Esdevingué així un dels municipis suïssos més extensos.
És la ciutat d'Europa de major altitud (1.560 - 2.844 m). Es troba a la part sud-oriental de Suïssa, al cantó dels Grisons. L'idioma oficial és l'alemany i pràcticament tothom es pot entendre en anglès, francès o italià.
Davos és famós per tenir-hi lloc la trobada mundial del Fòrum Econòmic Mundial, en el qual es reuneixen les elits econòmiques del món.

## Història
El poblament recent de la regió de Davos data de l' alta edat mitjana, quan va ser colonitzada per immigrants d'origen romanx de les valls de l'Engiadina i del Albula. El primer esment escrit del poble és en romanx i data de 1213 sota el nom de  'Tavaus'. A partir de 1280, els barons de Vaz permeteren l'establiment de colons walsers (de parla alemanya) i els van concedir drets importants d'autonomia administrativa. És així com Davos es convertí en el major centre de poblament Walser de la regió de la Suïssa oriental.
En 1853 el metge alemany Alexander Spengler constatà que el microclima de la vall era propici per al tractament de la tuberculosi i altres malalties pulmonars. El poble es transformà llavors en un gran balneari de cura amb la construcció de sanatoris, hotels i pensions. Aquesta transformació fou impulsada igualment amb la construcció del ferrocarril rètic que va unir Davos amb Landquart i que entrà en servei el 1889. Amb el descobriment de medicaments contra la tuberculosi i altres malalties que es curaven amb el clima alpí, les activitats dels sanatoris van anar disminuint per donar pas al turisme a través dels esports d'hivern i els congressos.

## Geografia
Situada a una altitud de 1560 m s. n. m. Davos té la reputació de ser la ciutat més elevada dels Alps. La ciutat es troba assentada sobre els Alps suïssos (grup Silvretta) a la vall del riu Landwasser, un afluent del riu Rin. Geogràficament la comuna limita al nord amb la comuna de Klosters-Serneus, a l'est amb Susch, al sud amb S-chanf i Bergün/Bravuogn, al sud-oest amb Filisur i  Schmitten, i a l'oest amb  Arosa i Langwies. Des de 2009 i fins al 31 de desembre de 2010, després de la fusió amb la comuna de  Wiesen, va ser la comuna més gran de Suïssa, prenent-li el lloc a la comuna  valesana de Bagnes. No obstant això, l'1 de gener de 2011 va ser superada per Glaris Sud, pel que actualment és la segona comuna per superfície.

## Economia
Fins fa mig segle Davos vivia dels seus sanatoris, residències per a cures i d'institucions sanitàries i de repòs pels malalts del pulmons, notablement pels tuberculosos. Ara aquest paper ha minvat considerablement i la seva economia es basa sobretot al turisme.
Davos ha esdevingut avui sobretot un lloc turístic per a fer esports d'hivern, amb les seves pistes d'esquí. Com altres centres d'esports d'hivern, intenten atreure actualment també turistes d'estiu, que poden fer excursionisme. També és un dels pocs centres de congressos als Alps.
Té una població estable de 13.000 habitants, 24.000 llits d'hotel i 100 restaurants.

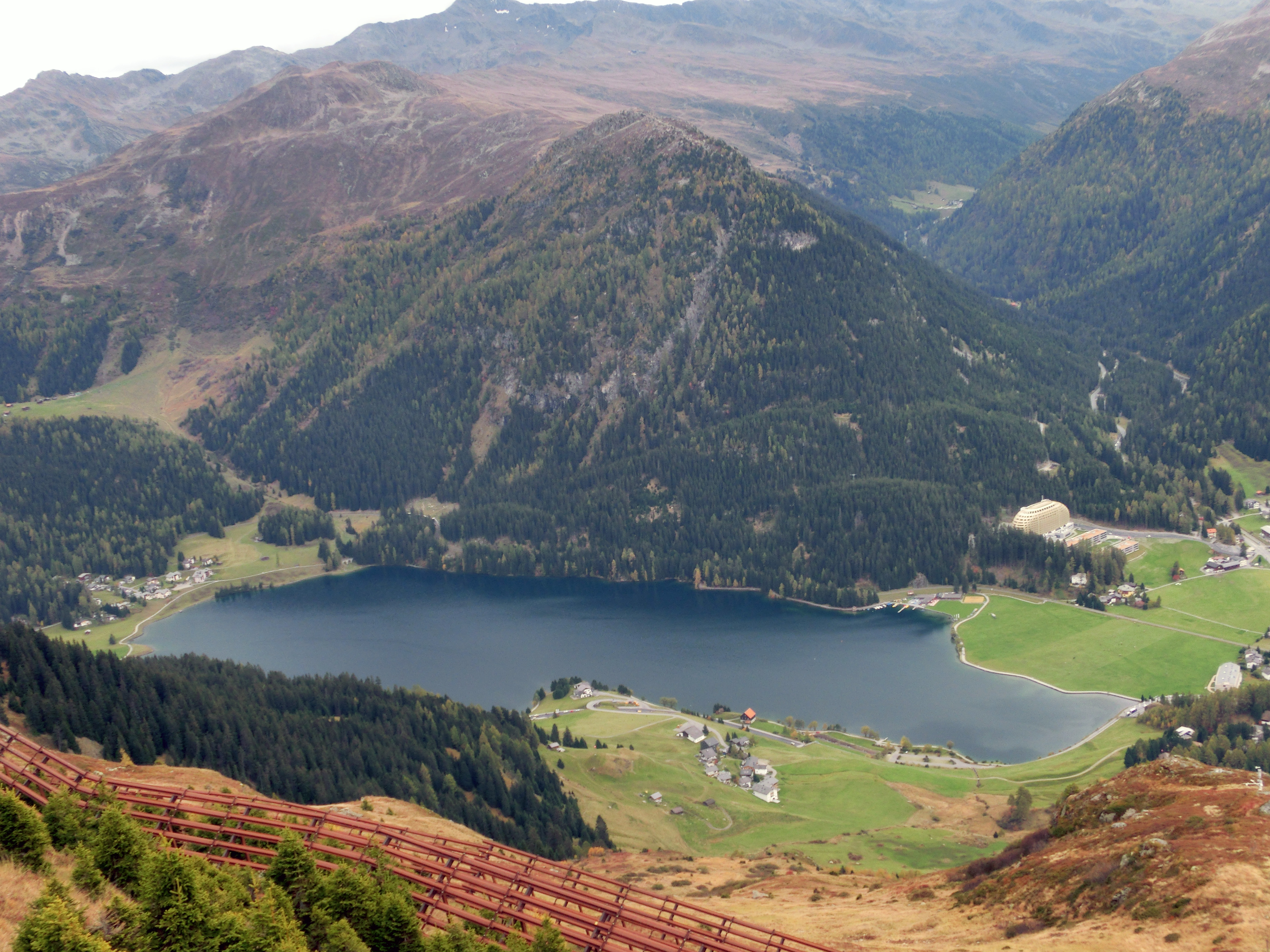
Llac de Davos

### Turisme
- Hotels: 24.000 llits
- Vies / remuntis: 54 instal·lacions
- Estació més alta: 2.844 m d'altitud
- Quilòmetres de pistes: 300 km
- Major pista d'esquí en descens: 12 km
- Camins de senderisme a l'hivern: 97 km
- Itineraris per a esquí de fons: 75&km clàssic / 40 km skating
- Itineraris per a esquí: 700 km

## Esports
Davos és coneguda per la celebració d'esdeveniments d'esports d'hivern, com la Copa Spengler, el torneig de clubs més antic d'hoquei sobre gel.

## Comunicacions

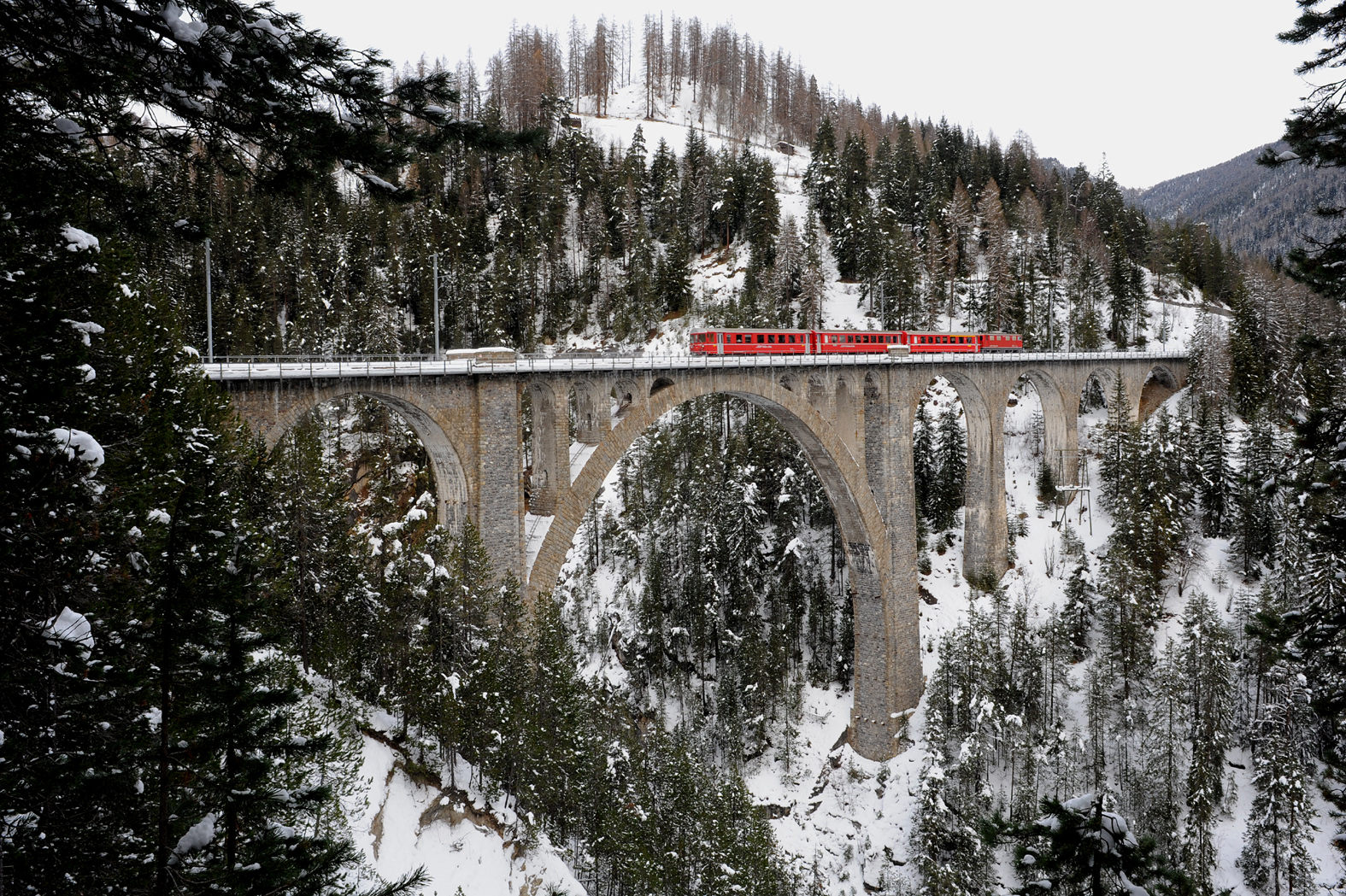
Vista del viaducte de Wiesen

A Davos s'hi pot arribar en cotxe o en tren. L'aeroport més pròxim és el de Zúric.
Entre las línies ferroviàries més importants hi ha:
- Línia regional RhB: Davos-Klosters-Serneus-Landquart-Coira-Disentis/Mustér
- Línia regional RhB: Davos-Filisur
- Línia regional RhB: Davos-Klosters-Serneus-Landquart
- Línia regional RhB: Davos-Scuol-Tarasp

## Curiositats
Aquest petit municipi dels Alps es va fer conegut internacionalment en aparèixer a la novel·la La muntanya màgica de Thomas Mann.